# Kościół św. Klary i św. Jadwigi we Wrocławiu

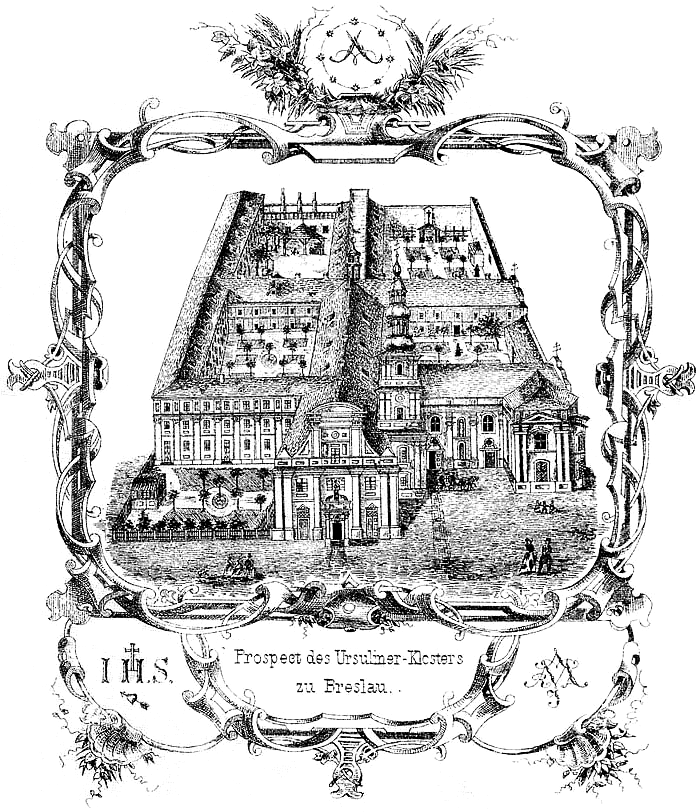
Widok z lotu ptaka na dawnej grafice

Kościół św. Jadwigi we Wrocławiu – świątynia rzymskokatolicka, która wraz z dawnym klasztorem zakonu żeńskiego św. Klary należy dziś do sióstr Urszulanek Unii Rzymskiej, prowadzących tu Publiczne Liceum Ogólnokształcące.

## Historia
Klaryski sprowadziła do Wrocławia w 1257 księżna Anna Przemyślidka, wdowa po księciu Henryku II Pobożnym  i ulokowała w pozostającej pod bezpośrednią władzą książęcą lewobrzeżnej części miasta. Ponadto klaryski otrzymały i aż do początków XIX wieku zarządzały także pobliskimi odrzańskimi wyspami – Bielarską i Słodową. Dysponowały najpierw drewnianym, później gotyckim klasztorem i kościołem, który – u szczytu zamożności zakonu – w latach 1696–99 został całkowicie przebudowany w stylu barokowym.
Klaryski, które przez blisko pół tysiąclecia mieszkały w tym miejscu, początkowo – do XIV wieku – przyjmowały do swego zakonu jedynie kandydatki z rodów książęcych i rycerskich, a i później, kiedy mogły do tego zakonu wstępować córki mieszczan, to zamkniętą miały możliwość piastowania wyższych godności. Opatkami mogły być przez pierwsze dwieście lat tylko córki książęce. W kaplicy (pod wezwaniem św. Jadwigi) tego naówczas elitarnego klasztoru pochowano Henryka III Białego, Henryka V Grubego i Henryka VI Dobrego, ostatniego z wrocławskich książąt, a także kilkanaście książęcych córek ze śląskich Piastów. Ocalałe płyty nagrobne są obecnie eksponowane w Mauzoleum Piastów Śląskich w kościele św. Klary. W ediculi w filarze między kaplicą a kościołem mieści się urna z sercem księżniczki Karoliny, zmarłej w 1707 ostatniej Piastówny.
W 1810 klasztor przejęły urszulanki; prowadziły one we Wrocławiu dwie szkoły dla dziewcząt: przy Ritterplatz (pl. Nankiera) i na Karłowicach, przy  Corsoallee (ul. Kasprowicza, do 1928 poza granicami miasta). W 1945 klasztor nie uległ większym zniszczeniom; urszulanki niemieckie, wobec faktu zmiany granic państwowych po wojnie zwróciły się do przełożonej prowincji polskiej Sióstr Urszulanek Unii Rzymskiej z propozycją przekazania klasztoru. Polskie urszulanki musiały zostawić na Wschodzie domy we Lwowie, Kołomyi i Stanisławowie i chętnie propozycję tę zaakceptowały. Nowa szkoła dla dziewcząt uruchomiona została formalnie w listopadzie 1946 roku.
O ile uszkodzenia budynków klasztornych były niewielkie, to kościół został w 1945 zrujnowany. Zniszczeniu uległy dach i sklepienia, spłonął też barokowy hełm (odbudowany we wrześniu 2013 roku). Dawny kościół św. Klary przestropowano żelbetową płytą, skuwając resztki uszkodzonej barokowej dekoracji i wprowadzając podziały ścian sugerujące położenie dawnych gotyckich sklepień, po czym urządzono w nim Mauzoleum Piastów. Dawna boczna kaplica św. Jadwigi, która zachowała barokowy charakter, uzyskała w ten sposób rangę głównej przestrzeni sakralnej zespołu.

## Architektura
Nietypowa jest dyspozycja przestrzenna kościoła – jest on bowiem pozornie halowy, a właściwie jednonawowy, lecz przylega do niego od północy na całej długości kaplica o szerokości porównywalnej z szerokością nawy i jednakowej z nią wysokości. Obie niemalże równorzędne przestrzennie części kościoła zostały w czasach baroku podwyższone o kilka metrów i nakryte wspólnym dachem. Od południowego zachodu przylega do kościoła wieża, od końca XVII w. do II wojny światowej i ponownie od 4 września 2013 roku nakryta barokowym hełmem.